# عاشیت
| aA · a | A | S | i | i | t |

| aA · a | A | S | i | i | t |

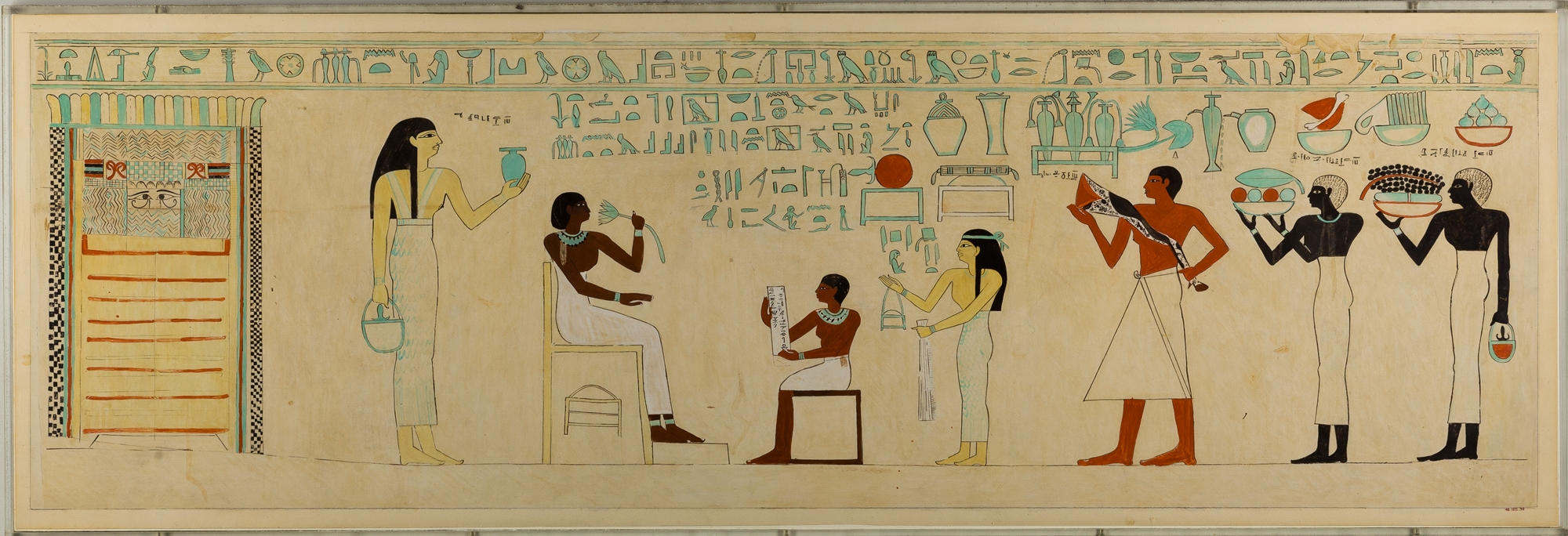
نقاشی کپی‌شده بر روی تابوت ملکه عاشیت، در حال بوییدن نیلوفر آبی مقدس

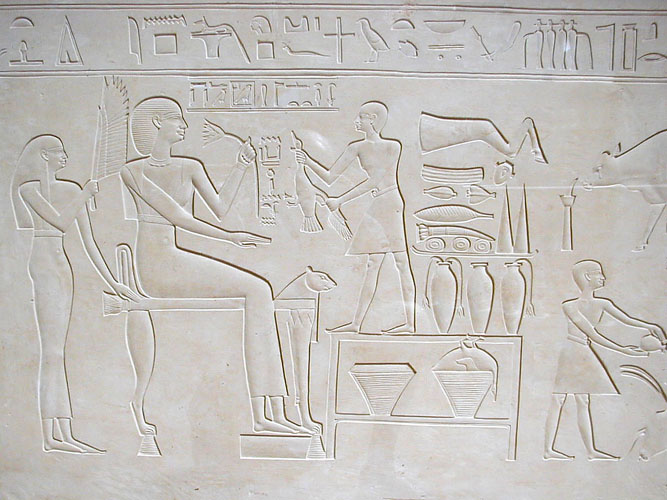
نقش برجسته عاشیت از گور سنگی آهکی‌اش

عاشیت (مصری باستان: ˁȝšj.t) یکی از ملکه‌های همسر در مصر باستان و همسر منتوحتپ دوم از دودمان یازدهم مصر بود. آرامگاه او (با شماره DBXI.17) و یک نیایشگاه کوچک تزئین‌شده، در مجموعه معبد منتوحتپ دوم در دیر البحری کشف شد. این نیایشگاه و محل دفن عاشیت همراه با آرامگاه چهار زن دیگر که حدوداً در دهه بیست زندگی بودند و همچنین یک دختر جوان به نام‌های کمسیت، هنحنت، کاویت، سادِه و مایت یافت شدند. با این حال، به نظر می‌رسد سه نیایشگاه دیگر نیز وجود داشته که در جریان گسترش مجموعه تدفینی منتوحتپ دوم از بین رفته‌اند. این ۹ نیایشگاه در دوران دوره نخست میانی مصر ساخته شده‌اند، پیش از آنکه منتوحتپ دوم مصر را دوباره یکپارچه کند.
در میان این زنان، عاشیت و سه زن دیگر دارای القاب سلطنتی بودند و بیشتر آن‌ها کاهنه‌های ایزدبانو حاثور محسوب می‌شدند. محل دفن آن‌ها نیز با توجه به مقام کاهنگی‌شان دارای اهمیت است، چرا که صخره‌های دیر البحری از دوران پادشاهی کهن به بعد مکانی مقدس برای حاثور به‌شمار می‌رفت.
القاب عاشیت عبارت بودند از: «همسر محبوب پادشاه»، «زینت یگانه پادشاه»، «کاهنه حاثور»، «کاهنه حاثور، بزرگ در قدرت‌های معنوی، پیشتاز در مکان‌هایش»، «کاهنه حاثور، بانوی دندره، بزرگ در قدرت‌های معنوی، پیشتاز در مکان‌هایش»
تابوت سنگی عاشیت (با شماره جی‌ئی 47267) شامل یک تابوت چوبی (جی‌ئی 47355) و یک تندیس چوبی نیز بود که همگی در مقبره یافت شده‌اند و اکنون در موزه مصر در قاهره نگهداری می‌شوند. تابوت سنگی او به‌ویژه به خاطر نقوش برجسته بیرونی و نقاشی‌های داخلی‌اش شهرت دارد. نقاشی‌های داخلی تابوت در سال ۱۹۲۶ توسط چارلز ک. ویلکینسون در منطقه گورنه به‌صورت نسخه‌های تمپرا روی کاغذ کپی شدند. این نسخه‌ها امروزه در موزه هنر متروپولیتن نگهداری می‌شوند، اما هرگز منتشر نشدند.
در تزئینات داخلی تابوت، دو زن مدجای به نام‌های فِدِرتیت و مِخِنِت به تصویر کشیده شده و نام آن‌ها ذکر شده است؛ این دو از اعضای خانه‌اش عاشیت بودند. همچنین سه کاتب زن در خدمت او نیز به‌نام تصویر شده‌اند. لیشکا این موضوع را چنین تفسیر می‌کند که عاشیت، زنی از طبقه‌ی اشراف، مدیریت خانه خود را به‌عهده داشته و به‌طور مستقل در انتخاب تصاویر و نمادهای مرتبط با زندگی پس از مرگش نقش داشته است. این احتمال نیز مطرح شده که عاشیت خود زنی اشراف‌زاده از نوبه بوده که به‌عنوان ملکه در مصر زندگی می‌کرده است.